# Noaptea lupilor
Hold the Dark (Noaptea lupilor) este un film thriller de acțiune american din 2018 regizat de Jeremy Saulnier după un scenariu de Macon Blair. Se bazează pe romanul omonim al lui William Giraldi⁠(d). Filmul îi are în distribuție pe actorii Jeffrey Wright, Alexander Skarsgård, James Badge Dale, Riley Keough⁠(d), Tantoo Cardinal⁠(d) și Julian Black Antelope. Filmul a avut premiera mondială la Festivalul Internațional de Film de la Toronto la12 septembrie 2018 și a fost lansat la 28 septembrie 2018 de Netflix.

## Rezumat
În decembrie 2004, Medora Slone (Riley Keough⁠(d)) îl cheamă pe Russell Core (Jeffrey Wright) să vâneze lupii despre care se crede că au luat trei copii mici din satul Keelut, Alaska, inclusiv fiul ei, Bailey, în vârstă de 6 ani. Medora menționează despre un izvor termal în nordul localității.
Soțul Medorei, Vernon (Alexander Skarsgård) luptă în Războiul din Irak. El descoperă un alt soldat american care violează o localnică. Vernon îl rănește pe violator cu un cuțit și îi dă arma femeii.
În timp ce urmărește lupii, Core întâlnește o bătrână care îi spune că Medora „cunoaște răul”. Găsește o haită de lupi care își mănâncă puii. În casa Slone, Medora a dispărut și Core descoperă trupul înghețat și sugrumat al lui Bailey. Sătenii susțin că Medora este stăpânită de un demon-lup.
Vernon se întoarce din Irak și se duce la morgă. El ucide ofițerii și medicul legist, ia cadavrul lui Bailey și îl îngroapă în zăpadă. Vernon continuă să o urmărească pe Medora și comite mai multe crime pe parcurs, printre care și John, un vânător în vârstă care l-a tratat cu ulei de lup când era copil pentru psihopatia sa.
Core o găsește pe Medora la izvoarele termale și o avertizează că soțul ei va apărea. Înainte să poată fugi, Vernon îi trage lui Core în piept cu o săgeată. Vernon o sugrumă pe Medora până când ea îi scoate masca de pe față și el o eliberează. Vernon și Medora pleacă împreună, desfac mormântul lui Bailey și trag sicriul după ei în timp ce merg prin zăpadă. Core este salvat și se trezește la spital cu fiica sa Amy, lângă pat.

## Distribuție
- Jeffrey Wright – Russell Core
- Alexander Skarsgård – Vernon Slone
- James Badge Dale – Chief Donald Marium
- Riley Keough⁠(d) – Medora Slone
- Julian Black Antelope – Cheeon
- Macon Blair – Shan
- Tantoo Cardinal⁠(d) – Illanaq
- Peter McRobbie⁠(d) – Trapper John
- Beckham Crawford – Bailey Slone
- Jonathan Whitesell – Arnie
- Bobbi Jaye – Amy Core

## Producție
În septembrie 2015 s-a dezvăluit că Jeremy Saulnier va regiza filmul, bazat pe un scenariu de Macon Blair; iar Eva Maria Daniels⁠(d), Russell Ackerman și John Schoenfelder vor produce filmul sub sigla VisionChaos Productions și, respectiv, sub sigla Addictive Pictures, iar compania A24 va distribui filmul. 
În ianuarie 2017, Netflix a cumpărat drepturile de distribuție ale filmului, iar Anish Savjani și Neil Kopp⁠(d) s-au alăturat ca producători. 
În februarie 2017, actorii Alexander Skarsgård, Riley Keough⁠(d), James Bloor⁠(d), James Badge Dale și Jeffrey Wright s-au alăturat distribuției filmului. 

### Filmări
Filmările principale au început la 27 februarie 2017 și s-au terminat la 26 aprilie 2017. 
Filmările au avut loc în și în jurul zonelor din jurul orașulelor Calgary, Drumheller și Kananaskis Country, Alberta, care au fost folosite pentru a mima un decor din Alaska.

## Lansare
Filmul a avut premiera mondială la Festivalul Internațional de Film de la Toronto la 12 septembrie 2018.
A fost proiectat ulterior și la Fantastic Fest, la 22 septembrie 2018. 
A fost lansat la 28 septembrie 2018.

### Recepție critică
A avut recenzii în general pozitive din partea criticilor. Agregatorul de recenzii Rotten Tomatoes are un rating de aprobare de 71% bazat pe 85 de recenzii, cu un scor mediu de 6.5/10. Consensul critic al site-ului afirmă: „Estetica tulburătoare... oferă mai mult din ceea ce se așteaptă spectatorii de la regizorul Jeremy Saulnier – și este adesea suficient pentru a susține fundamentele narative șocante”.
Metacritic, care folosește o medie ponderată, oferă un scor de 63 din 100 pe baza a 26 de critici, indicând „recenzii favorabile în general”.